# L'Homme-arbre
L'Homme-arbre est un dessin de Jérôme Bosch conservé dans la collection graphique de l'Albertina de Vienne.

## Description
Exécuté sur une feuille de papier haute de 27,7 cm et large de 21,1 cm, le dessin a été tracé à la plume et à l'encre brune (encre métallo-gallique), avec quelques contours accentués à l'encre grise. En bas à gauche, l'inscription « BRVEGEL », ajoutée par l'un des anciens propriétaires du dessin, indique que ce dernier a autrefois été attribué à Pieter Brueghel l'Ancien.
Sur une étendue d'eau, au second plan d'un paisible paysage peuplé de nombreux oiseaux - dont des chouettes, que Bosch a représentées dans la plupart de ses œuvres - et d'autres animaux, apparaît la silhouette gigantesque d'un homme-arbre. Juchée sur deux troncs et soutenue de manière précaire par des barques lui servant de pieds, la créature a un corps en forme de coquille d’œuf brisée où l'on aperçoit des personnages attablés. La tête du géant est coiffée d'un plateau circulaire dentelé sur lequel est posée une cruche.

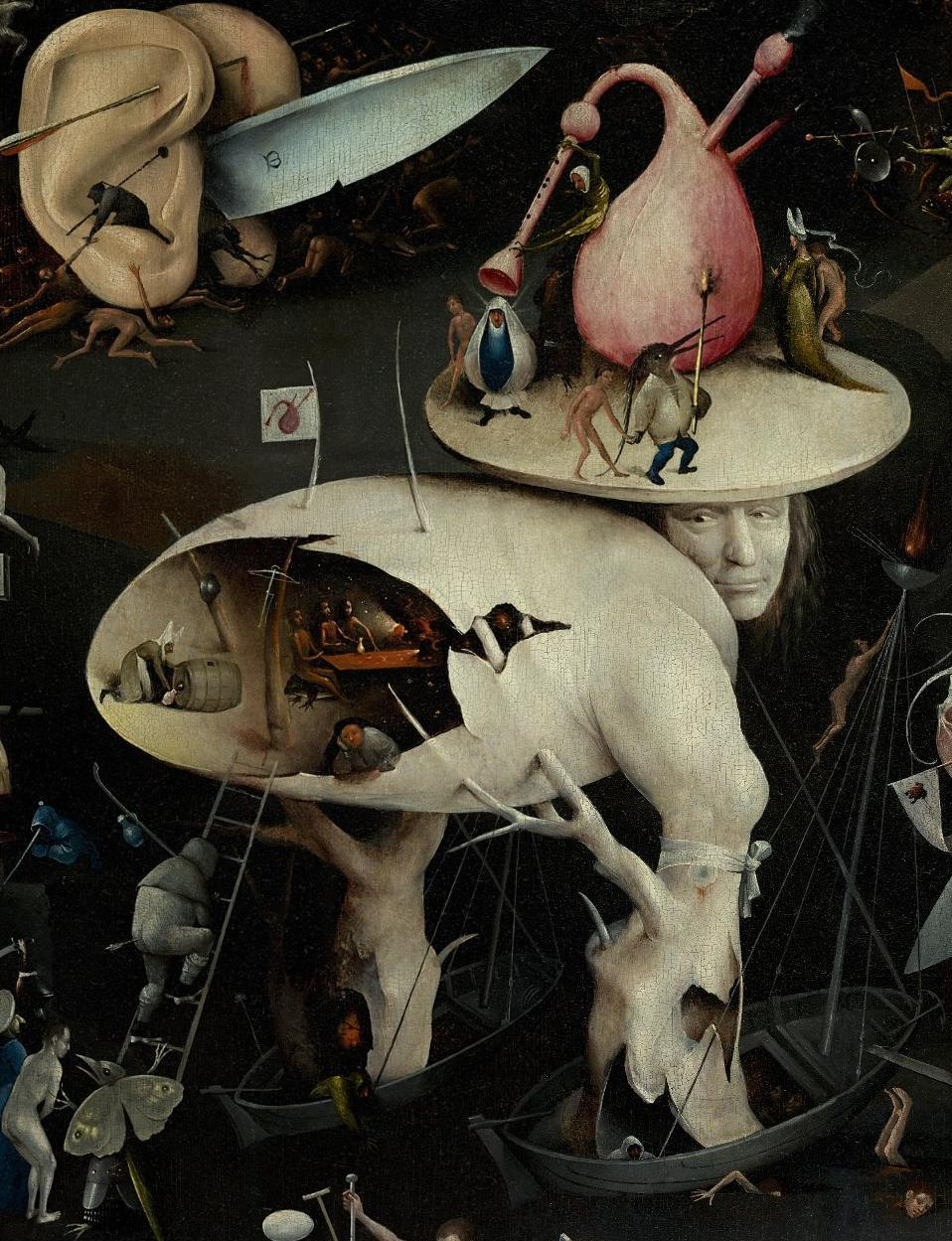
Détail du volet droit du triptyque du Jardin des délices.
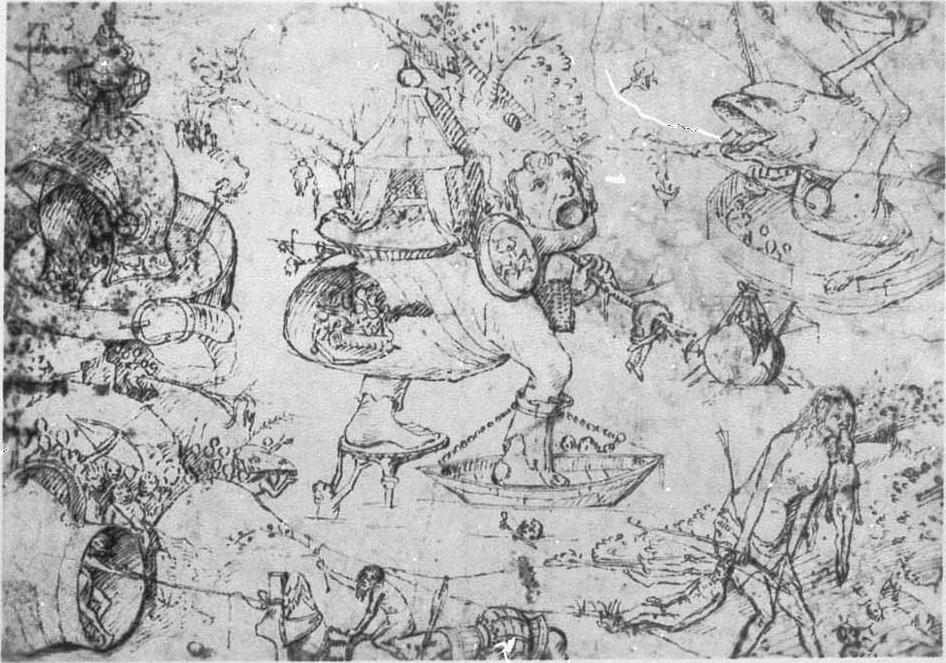
Atelier de Bosch, Scène infernale avec homme-arbre, Kupferstich-Kabinett, Dresde.

Ce personnage fantastique est directement repris du volet droit du triptyque du Jardin des délices, où il était intégré à une scène infernale représentant des damnés livrés à la cruauté des démons parmi des objets surdimensionnés. Sa présence paraît donc incongrue dans ce paysage idyllique. Une autre version occupe le centre d'un dessin conservé au Kupferstich-Kabinett de Dresde et attribué à l'atelier de Bosch.
Le détail du festin dans la coquille brisée rejoint une iconographie commune à La Nef des fous et au Concert dans l’œuf, en tant que métaphore des « vices de la vie terrestre, dont la vanité est suggérée par l'absence de racines et l'équilibre précaire des embarcations ».
Malgré la réinterprétation d'un personnage présent dans un tableau, le dessin se présente comme une œuvre d'art à part entière et n'est pas un croquis préparatoire pour une peinture. À ce titre, il est considéré par les spécialistes comme le plus ancien dessin « autonome » de l'histoire de l'art des Pays-Bas,.

## Historique

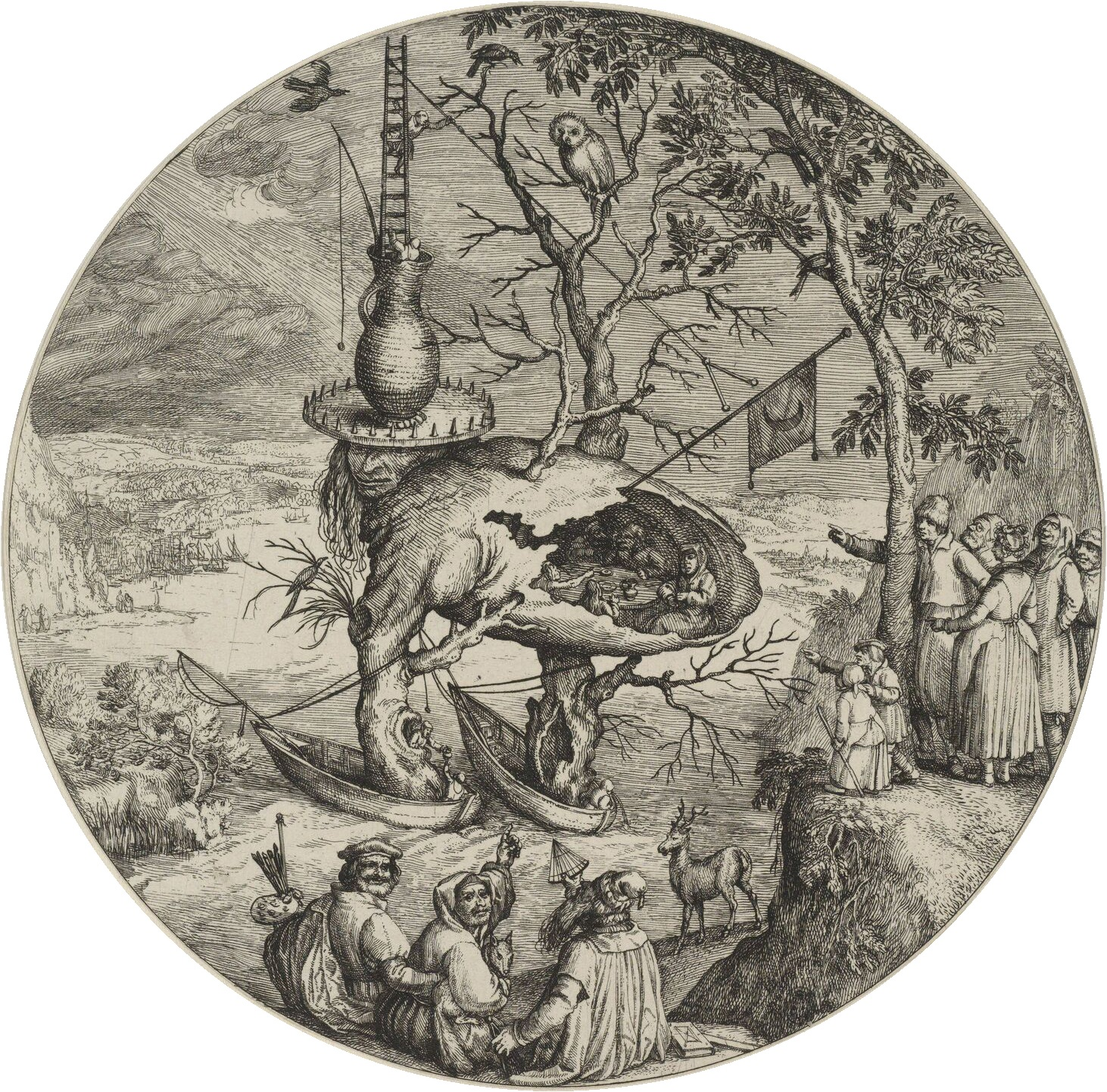
L'Homme-arbre, eau-forte, seconde moitié du XVI, Rotterdam, musée Boijmans Van Beuningen.

Si le BRCP a renoncé à proposer une datation des dessins de Bosch, L'Homme-arbre est généralement reconnu comme une œuvre assez tardive par la plupart des historiens de l'art. Frédéric Elsig en situe la réalisation vers 1510-1516, donc dans les dernières années de la vie du peintre. Fritz Koreny, qui note des similarités techniques avec le dessin sous-jacent du Jugement dernier de Vienne, propose quant à lui de dater L'Homme-arbre vers 1500-1510.
Comme beaucoup d'autres productions de Bosch, le dessin a inspiré les disciples et les suiveurs du maître de Bois-le-Duc. Une gravure de la seconde moitié du XVIe siècle reprend ainsi la composition en y ajoutant quelques personnages.
Attribué à Brueghel, comme en témoigne l'inscription en bas à gauche, puis à Henri Bles, le dessin est aujourd'hui reconnu comme une œuvre originale de Bosch. Issu des collections du duc Albert de Saxe-Teschen, il est conservé depuis le XIXe siècle au musée viennois de l'Albertina.